# Comuna Mlînivți, Kremeneț
Mlînivți (în ucraineană Млинівці) este o comună în raionul Kremeneț, regiunea Ternopil, Ucraina, formată din satele Bakotî, Hotovîțea și Mlînivți (reședința).

## Demografie
Componența lingvistică a comunei Mlînivți
     Ucraineană (99,81%)
     Alte limbi (0,2%)
Conform recensământului din 2001, majoritatea populației comunei Mlînivți era vorbitoare de ucraineană (99,81%), existând în minoritate și vorbitori de alte limbi.